# Brown & Williamson
Brown & Williamson Tobacco Corporation была американской табачной компанией и дочерней компанией транснациональной British American Tobacco, производившей несколько популярных брендов сигарет. Компания стала печально известной как центр исследований по химическому усилению зависимости от сигарет. Его бывший вице-президент по исследованиям и разработкам Джеффри Виганд был информатором в ходе расследования, проведенного новостной программой CBS «60 минут», событие, которое было инсценировано в фильме «Свой человек» (1999). Виганд утверждал, что B&W добавила в сигареты химические вещества, такие как аммиак, для увеличения доставки никотина и повышения зависимости.
Штаб-квартира B&W находилась в Луисвилле, штат Кентукки до 30 июля 2004 года, когда американские операции B&W и BATUS, Inc. объединились с RJ Reynolds, создав новую публичную материнскую компанию Reynolds American Inc. Некоторые из ее брендов были проданы ранее в 1996 году британской табачной компании Imperial Tobacco и British American Tobacco.
B&W также занималась генетической модификацией табака (в частности, спорного штамма Y1).

## История

### Ранние годы

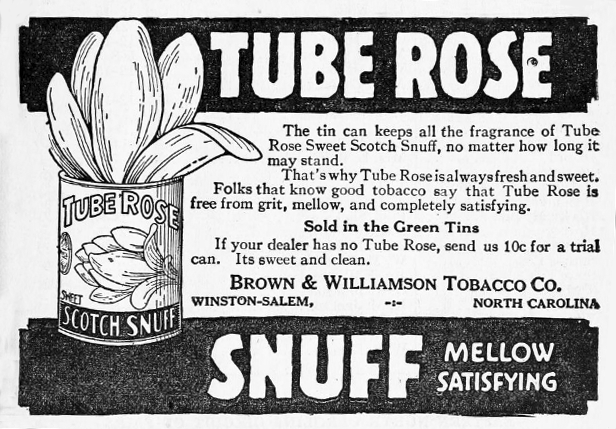
Реклама нюхательного табака Tube Rose из каталога Ярмарки штата Северная Каролина 1920 года.

Компания B&W была основана в Уинстоне (современный Уинстон-Сейлем), Северная Каролина, в партнерстве с Джорджем Т. Браун и его шурин Роберт Линн Уильямсон, чей отец уже управлял двумя заводами по производству жевательного табака. Первоначально новое партнерство приобрело одну из фабрик Уильямсона-старшего. В феврале 1894 года новая компания, назвавшая себя Brown & Williamson, наняла 30 рабочих и начала производство на арендованном предприятии.
В 1927 году семьи Браун и Уильямсон продали бизнес лондонской компании British American Tobacco. Бизнес был реорганизован в табачную корпорацию Brown & Williamson. Производство и дистрибуция были расширены, и началась работа над новой фабрикой B&W в Луисвилле.

### Приобретение
26 апреля 1994 года British American Tobacco Industries, PLC объявила о соглашении о покупке American Tobacco Company за 1 миллиард долларов. С этой целью была создана холдинговая компания под названием «BATUS, Inc.». 31 октября 1994 года Федеральная торговая комиссия подала иск в федеральный суд Манхэттена с требованием прекратить сделку. Постановление о согласии от апреля 1995 года требовало, чтобы для предотвращения нарушений антимонопольного законодательства у Brown & Williamson было 12 месяцев на продажу своего завода в Рейдсвилле, Северная Каролина, и девяти брендов, приобретенных в рамках покупки American Tobacco. 28 ноября 1995 года табачная компания Lorillard согласилась купить шесть дисконтных брендов (Montclair, Malibu, Riviera, Crown’s, Special 10’s и Bull Durham), но не три премиум-бренда (Tareyton, Silva Thins и Tall). В ходе внесудебного урегулирования в декабре 1995 года FTC также потребовала от Brown & Williamson продать завод в Рейдсвилле, но Лориллард этого не хотел, и компания решила закрыть его.
10 апреля 1996 года FTC отклонила сделку Lorillard, а 25 июля 1996 года B.A.T. и Brown & Williamson договорились о продаже шести дисконтных брендов Commonwealth Tobacco, LLC, дочерней компании Commonwealth Brands, описываемой как «небольшой производитель сигарет, базирующийся в Боулинг-Грин, штат Кентукки», специализирующийся на недорогих, нерекламируемых брендах". Сделка потребует одобрения FTC. Commonwealth Brands, которая также купила завод в Рейдсвилле, начала свою деятельность как Commonwealth Tobacco Company в 1991 году и сменила название в ноябре того же года и в настоящее время является частью Imperial Tobacco. B.A.T. и Brown & Williamson утверждали, что, поскольку Commonwealth не входит в пятерку крупнейших сигаретных компаний США, она будет соответствовать требованиям, которых не было у Lorillard, особенно потому, что Commonwealth с большей вероятностью будет конкурировать как производитель со скидкой. В октябре FTC одобрила сделку на сумму 36 миллионов долларов.

## Противоречия

### Работа Джеффри Виганда в компании
Решающее и историческое сражение в войне между табачной промышленностью и курильщиками началось с Джеффри Виганда, доктора биохимии, специализирующегося на вопросах здравоохранения, который в 1989 году стал вице-президентом по исследованиям и разработкам в Brown & Williamson. Его наняли для исследования более безопасных способов доставки никотина за счет снижения вреда от других табачных соединений. В то время как зависимость от никотина, так и вред сигарет для здоровья были хорошо известны компании и отрасли, но держались в строжайшем секрете. Вскоре Виганд обнаружил, что его исследования и рекомендации не поощряются, игнорируются и подвергаются цензуре, что привело к конфронтации с генеральным директором Томасом Сандефуром. Расстроенный и разочарованный, Виганд обратил свое внимание на улучшение табачных добавок, некоторые из которых были разработаны для «усиления воздействия», используя химические вещества, такие как аммиак, для усиления всасывания никотина в легких и более быстрого воздействия на мозг и центральную нервную систему. Виганд считал, что этот процесс был преднамеренной попыткой усилить зависимость от сигарет.
Разногласия Виганда с Сандефуром достигли критической точки из-за усилителя вкуса под названием кумарин, который, по его мнению, является канцерогеном, специфичным для лёгких, и который компания продолжала использовать в трубочном табаке. Виганд потребовал его удаления, но удачная замена не была найдена, и Сандефур отказался на том основании, что продажи упадут. Этот аргумент привёл к тому, что Сандефур уволил Виганда в 1993 году и заставил его подписать расширенное соглашение о конфиденциальности, запрещающее ему говорить о чём-либо, связанном с его работой или компанией. Наказанием за нарушение конфиденциальности была потеря его выходного пособия, потенциальный судебный иск и потеря медицинской страховки. В то время его дочь страдала хроническим заболеванием, которое требовало постоянного медицинского ухода.
Вскоре после этого инцидента семь руководителей «табачных гигантов» дали показания на слушаниях в Конгрессе, что, по их мнению, «никотин не вызывает привыкания».

### Маркетинг для детей
Ещё в 1972 году компания Brown & Williamson пересмотрела концепцию ароматизированных «молодёжных сигарет» со вкусами, включающими вкусы колы и яблока. В одной из своих внутренних записок консультанты Brown & Williamson написали: «Общеизвестно, что подростки любят сладкие продукты. Можно было бы подумать о мёде». Сигареты Brown & Williamson с ментолом Kool намеренно продавались подросткам, как следует из внутренних документов, что привело к судебному иску, поданному 28 штатами США, а также округом Колумбия и Пуэрто-Рико.

### 60 Минут
Несмотря на обязательство Джеффри Виганда соблюдать соглашение о конфиденциальности и его первоначальный отказ разговаривать с Лоуэллом Бергманом, продюсером «60 минут», Виганд утверждал, что его и его семью анонимно преследовали, запугивали и угрожали смертью, если он заговорит. В то время считалось, что Браун и Уильямсон стояли за этими попытками запугивания, но незадолго до выхода фильма «Свой человек» ФБР опубликовало ордер на обыск, который был вручен в доме Виганда, настоятельно предполагая, что он сфабриковал угрозы в свой адрес. Это утверждение опровергается записанным интервью Виганда, в котором он указывает, что местное отделение ФБР использовалось Brown & Williamson через бывшего агента ФБР для выполнения грязной работы для компании. Бергман предоставил ему вооруженных телохранителей и после юридической консультации убедил его дать показания от имени штата Миссисипи в иске против табачных гигантов, поданном генеральным прокурором Миссисипи Майком Муром, тактика, направленная на аннулирование его соглашения о конфиденциальности, прежде чем раскрыть правду в интервью с Майком Уоллесом в течение 60 минут. Табачные интересы ответили на это тем, что заставили судью из Кентукки издать приказ о запрете курения, который подвергал Виганда аресту по возвращении в Commonwealth.
Надежда Виганда оставалась на обещание Бергмана транслировать его репортаж в эфире программы «60 минут». Brown & Williamson пригрозила CBS судебным иском за незаконное вмешательство, которое может испортить план предстоящего слияния с Westinghouse. Вместо оригинального интервью CBS выпустила в эфир отредактированную версию, в которой не были раскрыты важные детали. Бергман яростно выступал против нарушения своего слова, данного Виганду, что в конечном итоге привело к его отставке из «60 минут» в 1998 году.
Brown & Williamson всё ещё пытались подать в суд на Виганда за кражу, мошенничество и нарушение контракта после того, как в эфир вышло интервью, и развернули против него 500-страничную клеветническую кампанию. Однако его показания в судах штатов Миссисипи и Кентукки стали достоянием общественности и были опубликованы The Wall Street Journal в рамках расследования, опровергающего нападения. CBS News, смутившись, наконец-то выпустила в эфир полное оригинальное интервью Уиганда на 60 минутах, оставив большую часть нации в шоке.
Сорок шесть штатов в конечном итоге подали иск Medicaid против табачной промышленности, что привело к возмещению табачными компаниями ущерба, связанного со здоровьем, на сумму 368 миллиардов долларов.

### Brown & Williamson против Регентов Калифорнийского университета
Тысячи страниц документов были безвозмездно переданы в Архив Калифорнийского университета в Сан-Франциско (UCSF) по борьбе против табака в 1994 году. Эти документы состоят в основном из научных исследований, посвященных вызывающей привыкание природе никотина и другим последствиям табачного дыма для здоровья. Также прилагается документация о выплате 500 000 долларов Сильвестру Сталлоне за продвижение продукции B&W в пяти его фильмах. B&W попыталась навсегда удалить спорные материалы из библиотеки, подав иск в Верховный суд Сан-Франциско. Университет утверждал, что все документы находятся в общественном достоянии и должны быть доступны ученым и другим заинтересованным сторонам. 25 мая 1995 года Верховный суд постановил, что эти документы должны быть доступны для публичного ознакомления. B&W обжаловала это решение, и 23 июня 1995 года Апелляционный суд отклонил временный судебный запрет, запрещающий публикацию документов. 29 июня Верховный суд Калифорнии отклонил апелляцию компании, разрешив UCSF опубликовать документы.

## Список брендов
- American
- Barclay
- Belair
- Capri
- Carlton
- Catcher
- GPC
- Kool
- Laredo
- Life
- Lucky Strike[a]
- Misty
- North State
- Pall Mall
- Prime
- Private Stock
- Raleigh
- Richland
- Silva Thins
- State Express
- Summit
- Tall
- Tareyton- non-US markets
- Vanguard
- Viceroy
- Wings